# Eloise van Grimbergen
Eloise van Grimbergen is het tweede stripalbum uit de reeks De torens van Schemerwoude. Het album is geschreven en getekend door Hermann Huppen. Het verhaal werd voorgepubliceerd in stripblad Vécu in 1985 (nr 1-6) en verscheen hetzelfde jaar in album bij uitgeverij Glénat. De Nederlandse vertaling verscheen bij uitgeverij Arboris in 1986. 

## Het verhaal
Een bende plunderaars met aan hun hoofd een merkwaardige figuur, half mens, half dier, teistert de omgeving van Caulx. Ze belagen de bezittingen van rijke heren en prediken geweld en verwoesting. Ridder Aymar van Schemerwoude, die een bezoek brengt aan de heer van Caulx bindt de strijd aan tegen deze bende. Daarvoor bundelt hij zijn krachten met de krijgsvrouwe Eloïse van Grimbergen. 